# Ghazir
Ghazir (en árabe: غزير‎) es una ciudad y municipio en el Distrito de Keserwan de la Gobernación de Keserwan-Jbeil, en el Líbano. Está a 27 kilómetros al norte de la capital, Beirut. Su elevación media es de 380 metros sobre el nivel del mar y ocupa un área de 542 hectáreas.
Ghazir se divide en tres grandes partes: Ghazir el-Fawka, Ghazir Central, y Kfarhbab. El área circundante conocida como Maameltein también hace parte del municipio. La mayoría de sus habitantes son católicos maronitas. Hay cuatro escuelas, dos públicas y dos privadas, con un total de 3,253 estudiantes para el 2008. Es conocido también por ser el lugar de nacimiento del emir Bashir Shihab II.

## Etimología
Viene de la raíz árabe para describir a una 'fuerte lluvia'. El lugar es conocido por sus numerosos reservorios de agua subterránea.

## Demografía
En 2003, Ghazir tenía una población de 27,000 personas, de las cuales 9,000 eran nativas de la zona. La gran mayoría de habitantes son de confesión maronita, pero también hay cristianos de otras denominaciones. De las 12 iglesias, once son maronitas y una (ubicada en Kfarhbab) es ortodoxa.

## Economía
En tiempos del Imperio otomano, la sericicultura era tradicional, aunque aquellas técnicas están extintas en Ghazir. Sin embargo, otras antiguas industrias tradicionales sobreviven, incluyendo la fabricación de tapices, la producción de muebles de paja, la herrería y la producción de vino y aceite de oliva. La economía moderna del pueblo está centrada en pequeños negocios y en su papel como un destino turístico de verano. En 2008, había al menos 32 empresas con más de cinco empleados operando en el municipio.